# Огинский, Григорий Антоний
Григо́рий Анто́ний Оги́нский (пол. Grzegorz Antoni Ogiński; 23 июня 1654 — 17 октября 1709, Люблин) — государственный и военный деятель Великого княжества Литовского, чашник великий литовский (1684—1687), хорунжий великий литовский (1687—1698), староста жемайтский (с 1698) и одновременно гетман польный литовский (с 1703). В 1709 году был назначен гетманом великим литовским. Староста мстиславский и тельшевский.

## Биография
Происходил из старшей линии литовского княжеского рода Огинских. Сын гетмана польного литовского Яна Огинского и Анны Семашко.
В 1690, 1695 и 1696 годах избирался послом от Волковысского повета на сейм Речи Посполитой.
23 июня 1698 года в Россиенах был выбран старостой жемайтским. Участвовал в гражданской войне 1696—1702 годов, возглавлял антисапежанскую коалицию, сражался в битве под Олькениками.
В ходе Северной войны поддерживал Августа Сильного и Петра I. В марте 1703 году отнял у шведов крепость Биржи, но 14 сентября 1704 года шведская армия Левенгаупта вернула крепость себе.
С 20 ноября 1703 года стал гетманом польным литовским, в 1705 году одним из первых стал кавалером Ордена Белого орла. В 1709 году незадолго до смерти стал гетманом великим литовским.
Известен как страстный любитель музыки. При своём дворе имел собственный оркестр.

## Семья
Был женат на Теофилии Чарторыйской (ум. после 1711), дочери подкомория краковского Яна Кароля Чарторыйского (1626—1680) и Анны Зебжидовской (ум. 1668), от которой имел двух сыновей и трёх дочерей. Дети:
- Эльжбета Магдалена Огинская (ум. 1767), 1-й муж Казимир Гелгуд, 2-й муж князь Антоний Михаил Пузына
- Аниела Огинская, жена стольника браславского Феликса Париса
- Ефросинья Огинская (ум. ок. 1765), жена с 1726 года старосты вилейского и пинского Петра Паца (ум. 1756)
- Ян Огинский (ум. 1710), кухмистр великий литовский и староста мстибовский
- Казимир Марциан Огинский (ум. 1727), подстолий великий литовский, староста мстибовский